# Jason Čulina
Jason Čulina (Sydney, 5 augustus 1980) is een Australische voormalig voetballer die bij voorkeur als aanvallende middenvelder speelde. Hij kwam van 1996 tot en met 2013 uit voor Sydney United, Sydney Olympic, AFC Ajax, Germinal Beerschot Antwerpen, De Graafschap, FC Twente, PSV, Gold Coast United, Newcastle Jets en Sydney FC. Čulina was van 2005 tot en met 2011 international van het Australisch voetbalelftal, waarvoor hij 58 wedstrijden speelde en één keer scoorde.

## Clubcarrière

### Jeugd
Čulina begint met voetbal bij Sydney United. Hij heeft één broer. Zijn vader, Branko Čulina, van Kroatische afkomst, is actief in het voetbal als coach. Hij coachte in Australië onder andere Melbourne Knights, Canberra Cosmos, Sydney Olympic en Sydney United. Branko had tevens Brett Emerton en Lindsay Wilson onder zijn hoede, twee spelers die in de Nederlandse Eredivisie speelden. Wilson is nog even ploeggenoot van Čulina geweest bij PSV. Čulina is bevriend met Brett Emerton, die na zijn Feyenoord-periode naar het Engelse Blackburn Rovers vertrok.
Čulina maakt in Australië zijn highschool af en in het seizoen 1998/1999 debuteert hij in de hoofdmacht van Sydney Olympic. Hij speelt 20 wedstrijden en maakt daarin één doelpunt. Čulinas grootste droom is om in de Engelse Premier League te spelen, voor Manchester United FC. Het is de Deense club Brøndby IF die interesse toont en wanneer die transfer niet doorgaat Ajax dat hem naar Europa haalt.

### Ajax
Voor het seizoen 1999/2000 komt Čulina in Amsterdam een andere Australiër tegen: doelman Joey Didulica. Čulina krijgt een aanbod om in een gastgezin te verblijven, maar hij gaat in plaats daarvan samen wonen met zijn vriendin. Čulina begint in het beloftenteam van Ajax en komt dat seizoen niet voor Ajax 1 uit in de competitie. In 2000 speelt Čulina op de Olympische Spelen (gehouden in Australië).
Het seizoen erop (2000/2001) wordt hij verhuurd aan Ajax’ Belgische satellietclub Germinal Beerschot Antwerpen. Daar speelt hij 12 wedstrijden (1 doelpunt). Als hij het seizoen erop terugkeert, wordt Čulina weer verwezen naar het beloftenteam. Een debuut voor Ajax blijft uit.
In het seizoen 2002/2003 wordt Čulina weer verhuurd, aan de Graafschap. Bij de Doetinchemse club is Čulina vaste keuze in de aanval. Hij speelt 24 wedstrijden (1 doelpunt). Bij zijn 2e terugkeer bij Ajax, in het seizoen 2003/2004, speelt Čulina in de hoofdmacht van Ajax: 3 competitiewedstrijden. Hij debuteert op 21 december 2003 tegen FC Twente.

### FC Twente
Wanneer Čulina transfervrij mag vertrekken bij Ajax kiest hij voor FC Twente en tekent daar een tweejarig contract. Čulina groeit gaandeweg het seizoen uit tot een van de spelbepalers van de ploeg, onder leiding van trainer Rini Coolen. In Australië blijven zijn prestaties niet onopgemerkt: op 9 februari 2005 debuteert Čulina voor het Australische nationale elftal.
Tegen Zuid-Afrika start Čulina in de basis. In de wedstrijd, die uiteindelijk in een 1-1 gelijkspel eindigt, wordt hij na 57 minuten vervangen door Scott Chipperfield. Čulina speelt 32 wedstrijden voor FC Twente, waarin hij 11 doelpunten maakt. Na het einde van het seizoen wil de clubleiding (onder leiding van technisch directeur Johan Plageman) met Čulina praten over contractverlenging.
Op 29 augustus, enkele dagen voor het sluiten van de transfermarkt, is volgens De Twentsche Courant Tubantia de Duitse club Borussia Mönchengladbach geïnteresseerd in Čulina. Tijdens de uitwedstrijd tegen FC Utrecht zit trainer Horst Köppel op de tribunes om Čulina te bekijken. Mönchengladbach zoekt op dat moment een vervanger voor de naar Galatasaray vertrokken middenvelder Marek Heinz. Volgens FC Twente heeft zich geen club gemeld voor Čulina en wil het hem niet laten gaan.
Twee dagen later (één dag voor het verstrijken van de internationale transferdeadline) heeft PSV volgens de media interesse in Čulina. PSV hoopt Čulina voor een lage prijs over te nemen (vanwege zijn aflopende contract) en onderhandelt met FC Twente, maar tot een overeenkomst komt het niet. Beide clubs worden het niet eens over de transfersom. Eind september, als PSV vanwege blessures in de personele problemen zit, meldt het zich weer bij Twente. Ditmaal komt het tot een overeenkomst.

### PSV
Čulina ondertekent op 30 september 2005 in Eindhoven een contract wat hem aan de club bindt tot medio 2009. De transfersom wordt geschat op 1.2 miljoen euro (volgens dagblad De Telegraaf). Čulina speelt bij PSV onder Guus Hiddink, die op dat moment ook bondscoach is van zijn thuisland Australië. PSV draait goed met onder meer de nieuwe aankoop in de gelederen en pakt vier seizoenen achter elkaar het landskampioenschap.
Čulina is na het seizoen 2008/09 einde contract bij PSV. Hoewel hij kan bijtekenen, kiest hij ervoor om na vier seizoen in Eindhoven en in totaal twaalf in Europa terug te keren naar Australië. Hij hoopt daar naar eigen zeggen bij te kunnen gaan dragen aan het ontwikkelen van het niveau van de landelijke competitie en gaat samen met onder meer Robbie Fowler bij het net naar de A-League gepromoveerde Gold Coast United spelen.

### Statistieken
| Seizoen | Club                         | Competitie    | Wedstrijden | Goals |    |
| ------- | ---------------------------- | ------------- | ----------- | ----- | -- |
| 1996/97 | Sydney United                | A-League      | 15          | 1     |    |
| 1997/98 | Sydney United                | A-League      | 20          | 1     |    |
| 1998/99 | Sydney Olympic               | A-League      | 21          | 1     |    |
| 1999/00 | Ajax                         | Eredivisie    | 0           | 0     |    |
| 2000/01 | Germinal Beerschot Antwerpen | Eerste klasse | 12          | 1     |    |
| 2001/02 | Ajax                         | Eredivisie    | 0           | 0     |    |
| 2002/03 | De Graafschap                | Eredivisie    | 24          | 1     |    |
| 2003/04 | Ajax                         | Eredivisie    | 2           | 0     |    |
| 2004/05 | FC Twente                    | Eredivisie    | 32          | 11    |    |
| 2005/06 | FC Twente                    | Eredivisie    | 6           | 1     |    |
| 2005/06 | PSV                          | Eredivisie    | 23          | 0     |    |
| 2006/07 | PSV                          | Eredivisie    | 28          | 1     |    |
| 2007/08 | PSV                          | Eredivisie    | 18          | 1     |    |
| 2008/09 | PSV                          | Eredivisie    | 29          | 1     |    |
| 2009/10 | Gold Coast United            | A-League      | 25          | 3     |    |
| 2010/11 | Gold Coast United            | A-League      | 18          | 5     |    |
| 2011/12 | Newcastle Jets               | A-League      | 0           | 0     |    |
| 2012/13 | Sydney FC                    | A-League      | 8           | 2     |    |
|         | Totaal                       | Totaal        | 281         | 30    | 30 |

## Erelijst
Ajax Amsterdam
- KNVB-Beker: 2001/2002
- Johan Cruijff Schaal: 2002/2003
- Eredivisie: 2003/2004

PSV Eindhoven
- Eredivisie: 2005/2006, 2006/2007, 2007/2008
- Johan Cruijff Schaal: 2008/2009